# احمد خانی
احمد خانی (۱۷۰۷–۱۶۵۱ م) نویسنده، شاعر و فیلسوف کُردتبار بود. وی سراینده یکی از برجسته‌ترین داستانهای عاشقانه به زبان کردی به نام مم و زین است. خانی به دلیل سرودن این مجموعه و استفاده از درونمایه عاشقانه در شعرهایش در ادبیات کردی از جایگاه ویژه ای برخوردار است.
احمد خانی از ایل خانی بود و در ناحیه حکاری در شمال کردستان یا (شرق ترکیه) امروزی به دنیا آمد. آن ناحیه به‌طور کلی جزیره بوتان نامیده می‌شد. وی از ۱۴ سالگی به نوشتن پرداخت و بعداً از دغوبایزید به ریتکان مهاجرت کرد. داستان منظوم مم و زین را در سن ۴۱ سالگی به پایان رساند.
خانی به زبان‌های کردی، فارسی و عربی تسلط داشت و در سال ۱۶۸۳ میلادی یک فرهنگ عربی-کردی به نام «نوبهار» برای کمک به کودکان عربی‌آموز نوشت.
خانی در شهر دغوبایزید در ترکیه درگذشت و مزار او به نام تربت خانی زیارتگاه مردم است.

تربت خانی، در بازید آگری

## آثار
- مم و زین: منظومه‌ای عاشقانه و عارفانه به کرمانجی در قالب مثنوی[۳] مه‌م و زین حکایتی است از ناهمواری‌های راه عشق میان دو نفر به نام‌های مم و زین که ۲۰۰ سال قبل از احمد خانی در کردستان ترکیه اتفاق افتاده و حکایت ناکامی‌های همیشگی عشق به صورت شفاهی و در قالب بیت در میان مردم دست به دست شده و آوازه‌خوان های سنتی راویان عشق مه‌م و زین بودند، سال‌ها بعد از این ماجرای تلخ احمد خانی در قرن هفدهم آن را جمع‌آوری و در اثری منظوم به نام مه‌م و زین آن را به تصویر کشیده است.[۴]
- دیوان خانی: مشتمل بر غزلیات و قصیده‌ها[۳][۵]
- عقیده ایمان (عه‌قیده‌یا ئیمانێ): مثنوی به کردی کرمانجی در باب عقیده[۳]
- نوبارا بچووکان: لغت‌نامه عربی کردی برای کودکان[۳]

## میراث
جان دوست نویسنده کرد رمان تاریخی میرنامه را در خصوص زندگی احمد خانی نوشته‌است.